# Pseudomacrolobium mengei
Genre
Espèce
Classification phylogénétique
Synonymes
- Berlinia mengei De Wild.[2]

Pseudomacrolobium mengei est une espèce de plantes à fleurs dicotylédones de la famille des Fabaceae, sous-famille des Caesalpinioideae, originaire d'Afrique équatoriale. C'est l'unique espèce acceptée du genre Pseudomacrolobium (genre monotypique).